# Max Moffatt
Max Moffatt (Guelph, 27 juni 1998) is een Canadese freestyleskiër.

## Carrière
Bij zijn wereldbekerdebuut, in januari 2017 in Seiser Alm, scoorde Moffatt direct wereldbekerpunten. In maart 2018 behaalde hij in Silvaplana zijn eerste toptienklassering in een wereldbekerwedstrijd. Op 27 januari 2019 boekte de Canadees in Seiser Alm zijn eerste wereldbekerzege.

## Resultaten

### Wereldbeker
Eindklasseringen
| Seizoen   | Algm | BA  | SS     |
| --------- | ---- | --- | ------ |
| 2016/2017 | 202e | –   | 39e    |
| 2017/2018 | 149e | 17e | 28e    |
| 2018/2019 | 17e  | 13e | Zilver |
| 2019/2020 | 86e  | 13e | 38e    |

Wereldbekerzeges
| Datum           | Plaats     | Onderdeel  |
| --------------- | ---------- | ---------- |
| 27 januari 2019 | Seiser Alm | Slopestyle |